# Янишевский, Владимир Николаевич
Владимир Николаевич Янишевский (13 июня 1942, Старый Оскол, СССР — 8 февраля 2009, Воронеж, Россия) — советский футболист. Мастер спорта СССР (1963).

## Биография
Начал карьеру в курской команде «Трудовые резервы» в 1960 году.
В 1963—1964 годах играл в «Труд» Воронеж. Следующие два сезона провёл в московском «Спартаке», в составе которого в чемпионате провёл 46 игр, забил 7 мячей. Оставшуюся часть карьеры провёл в «Труде» (1967—1974).
5 октября 1966 провёл единственную игру в еврокубках — «Спартак» — ОФК (Югославия) (3:0), Кубок обладателей кубков 1966/1967, 2 матч 1/16 финала.
Позже работал тренером в воронежской ДЮСШ-15 (1975-76), главным тренером в команде «Северовосток-Химмонтаж» (Якутск) (1979), тренером юношеской команды «Алроса» (Удачный, Якутия) — (с сентября 1980—1989). В последние годы жизни — тренер в Футбольном центре Шмарова — школа № 73 (Воронеж).
Скончался 8 февраля 2009 года. Похоронен на Юго-Западном кладбище.
Сын Владимир — также футболист, вратарь.

## Достижения
- Обладатель Кубка СССР: 1965.